# Ida Alstad
Ida Alstad (* 13. Juni 1985 in Trondheim) ist eine ehemalige norwegische Handballspielerin.

## Karriere
Alstad spielte ab ihrer Kindheit beim norwegischen Verein Byåsen IL, mit deren Damenmannschaft sie später in der höchsten norwegischen Spielklasse spielte. Mit Byåsen stand die Rückraumspielerin in der Spielzeit 2006/07 im Finale des Europapokals der Pokalsieger. Ab dem Sommer 2013 spielte sie für den dänischen Erstligisten Team Tvis Holstebro. In der Saison 2014/15 lief sie für den Ligakonkurrenten FC Midtjylland Håndbold auf. Mit FCM gewann sie 2015 die dänische Meisterschaft, 2014 den dänischen Pokal sowie 2015 den Europapokal der Pokalsieger. Im Finale um den dänischen Pokal im Dezember 2014 Riss ihre Achillessehne, wodurch sie den Rest der Saison 2014/15 ausfiel. Im Sommer 2015 kehrte sie wieder zu Byåsen IL zurück. Im Januar 2016 wechselte sie zum ungarischen Spitzenverein Győri ETO KC. Mit Győri ETO KC gewann sie 2016 die ungarische Meisterschaft, den ungarischen Pokal und stand im Finale der EHF Champions League. Im Sommer 2016 kehrte sie wieder zu Byåsen IL zurück. In der Saison 2017/18 pausierte sie schwangerschaftsbedingt. Im Dezember 2019 zog sie sich eine Kreuzbandverletzung zu. Nach der Saison 2021/22 beendete sie ihre Karriere. Am fünften Spieltag der Saison 2022/23 wurde Alstad nochmals von Byåsen reaktiviert.
Alstad wurde in 143 Partien der norwegischen Handballnationalmannschaft eingesetzt, in denen sie 310 Tore erzielte. Mit dem norwegischen Team belegte die Rechtshänderin bei der Weltmeisterschaft 2009 in China den 3. Platz. Bei der Europameisterschaft 2010 errang Alstad den EM-Titel. Bei der WM 2011 gewann sie den WM-Titel. Im Sommer 2012 nahm Alstad an den Olympischen Spielen in London teil, wo sie die Goldmedaille gewann. Die Norwegerin nahm weiterhin an der Weltmeisterschaft 2013 teil. 2014 feierte sie ihren zweiten EM-Titel. Bei der Weltmeisterschaft 2015, die Norwegen gewann, wurde sie erst während des Turniers nachnominiert. Bei den Olympischen Spielen 2016 in Rio de Janeiro gewann sie die Bronzemedaille.
Alstad ist seit dem Jahr 2021 bei Handballübertragungen als TV-Expertin tätig.